# Ronde van Noord-Holland 2007
Il Ronde van Noord-Holland 2007, sessantaduesima edizione della corsa, valido come evento dell'UCI Europe Tour 2007 categoria 1.2, si svolse il 22 aprile 2007 su un percorso di 212,6 km. Fu vinto dall'olandese Kenny van Hummel, che terminò la gara in 4h 53' 01" alla media di 43,533 km/h.
Dei 150 ciclisti alla partenza furono 93 a portare a termine la competizione.

## Ordine d'arrivo (Top 10)
| Pos. | Corridore         | Squadra        | Tempo    |
| ---- | ----------------- | -------------- | -------- |
| 1    | Kenny van Hummel  | Skil-Shimano   | 4h53'01" |
| 2    | Bobbie Traksel    | Palmans Cras   | s.t.     |
| 3    | Wim Stroetinga    | Ubbink-Syntec  | s.t.     |
| 4    | Marco Bos         | Cycl. Jo Piels | s.t.     |
| 5    | Tom Veelers       | Rabobank Con.  | s.t.     |
| 6    | Fulco van Gulik   | Krolstone      | s.t.     |
| 7    | Ger Soepenberg    | Fondas-P3      | s.t.     |
| 8    | Dennis Leliveld   | Paesi Bassi    | s.t.     |
| 9    | Mindaugas Striska | Jartazi        | s.t.     |
| 10   | Kasper Jebjerg    | Designa Køk.   | s.t.     |